# Suhrkamp Verlag
Suhrkamp Verlag — немецкое одно из ведущих европейских издательств, специализирующееся на серьёзной литературе. Штаб-квартира «Suhrkamp Verlag» находится в Берлине.

## Авторы
Сэмюэл Беккет, Октавио Пас, Джеймс Джойс, Марсель Пруст, Мерсе Родореда, Амос Оз, Андрей Дмитриев, Юлия Кисина, Сильвия Плат, Андрей Битов, Изабель Альенде, Марио Варгас Льоса, Хулио Кортасар… Серия книг «Библиотека Зуркамп» включает ведущих современных авторов, в том числе Ингеборг Бахман, Томас Стернз Элиот, Эрнест Хемингуэй, Франц Кафка, Владимир Маяковский, Томас Манн, Юкио Мисима, Чезаре Павезе, Эзра Паунд, Райнер Мария Рильке, Жан-Поль Сартр, Георг Тракль, Джузеппе Унгаретти, Поль Валери, Марина Цветаева и т. д.
Гуманитарные науки представлены такими авторами, как Теодор Адорно, Вальтер Беньямин, Эрнст Блох, Ганс Блюменберг, Норберт Элиас, Пол Фейерабенд, Юрген Хабермас, Ханс Йонас, Никлас Луман, Гершом Шолем, Зигфрид Кракауэр, Хельмут Плеснер, Людвиг Витгенштейн… Ряд публикаций Зуркампа в этой области считается стандартным академическим чтением.

## История

### «Suhrkamp Verlag, vormals S. Fischer»
История «Suhrkamp Verlag» тесно связана с историей популярного немецкого издательства «S. Fischer Verlag», в котором Петер Зуркамп с 1932 года работал главным редактором литературного журнала «Die neue Rundschau». В 1936 году владелец «S. Fischer Verlag» Готтфрид Берман-Фишер был вынужден уехать из страны, при этом, издательство было разделено на две части. Берлинским отделением в течение восьми лет руководил Зуркамп. В 1944 году он был арестован по подозрению в государственной измене и был отправлен в концлагерь Заксенхаузен. После выхода на свободу Зуркамп продолжил свою издательскую деятельность в «Suhrkamp Verlag, vormals S. Fischer».

### Основание и первые десятилетия существования
В 1950 году Петер Зуркамп решил основать своё независимое издательство «Suhrkamp Verlag», при этом, авторам, печатавшимся в годы нацистской Германии в разделенном «S. Fischer Verlag», предложили самостоятельно выбрать, сотрудничать ли с возрожденным во Франкфурте «S. Fischer Verlag» или с новым «Suhrkamp Verlag». В итоге 33 из 48 авторов предпочли печататься у Зуркампа, среди них были в том числе и Бертольт Брехт, Герман Гессе и Герман Казак.
Первой серией книг издательства стала «Библиотека Зуркампа» (нем. Bibliothek Suhrkamp), в которой выпускались крупнейшие авторы XX века. На сегодняшний день в рамках данной серии было выпущено более 1500 книг.
В 1959 году после смерти Петера Зуркампа издательство перешло под управление Зигфрида Унзельда. Именно Унзельду принадлежит фраза «„Зуркамп“ издает не книги, а авторов» (нем. "Der Suhrkamp Verlag verlegt keine Bücher, sondern Autoren"), ставшая девизом фирмы.
В 1963 году к «Suhrkamp Verlag» присоединилось лейпцигское издательство «Insel Verlag». В этом же году была основана популярная серия книг «edition suhrkamp», в которой выпускались в основном произведения политико-философского характера. В 1971 году выходит серия карманных книг «suhrkamp taschenbuch». В 1990 году «Suhrkamp Verlag» покупает основанное ещё в 1901 году «Jüdischer Verlag». С 1998 года издается серия «Suhrkamp BasisBibliothek», в которую входят классические произведения с подробными комментариями. Данная серия ориентированна в основном на школьников и студентов.

### Современность
В 2002 году после смерти Зигфрида Унзельда управляющим «Suhrkamp Verlag» стала Улла Беркевич. В 2004 году издательством была учреждена «Премия Зигфрида Унзельда» (нем. Siegfried Unseld Preis) размером в 50 000 евро и вручаемая раз в два года. В 2005 году появилась серия «Suhrkamp BasisBiographien» — биографии известных личностей. С 2006 по 2009 годы появились также серии «medizinHuman» (популярная литература о здоровье в карманном формате), «Suhrkamp Studienbibliothek» (научная литература для школы), «edition unseld» (научно-популярная литература), «suhrkamp nova» (карманные детективы и триллеры), «filmedition suhrkamp» (кинофильмы на DVD).
В 2010 году издательство переезжает из Франкфурта-на-Майне в Берлин.